# Municipio de Greenville (Carolina del Norte)
El municipio de Greenville (en inglés: Greenville Township) es un municipio ubicado en el  condado de Pitt en el estado estadounidense de Carolina del Norte. En el año 2010 tenía una población de 49.564 habitantes.

## Geografía
El municipio de Greenville se encuentra ubicado en las coordenadas 35°36′20.58″N 77°22′12.87″O / 35.6057167, -77.3702417.